# Конституция Румынии (1952)

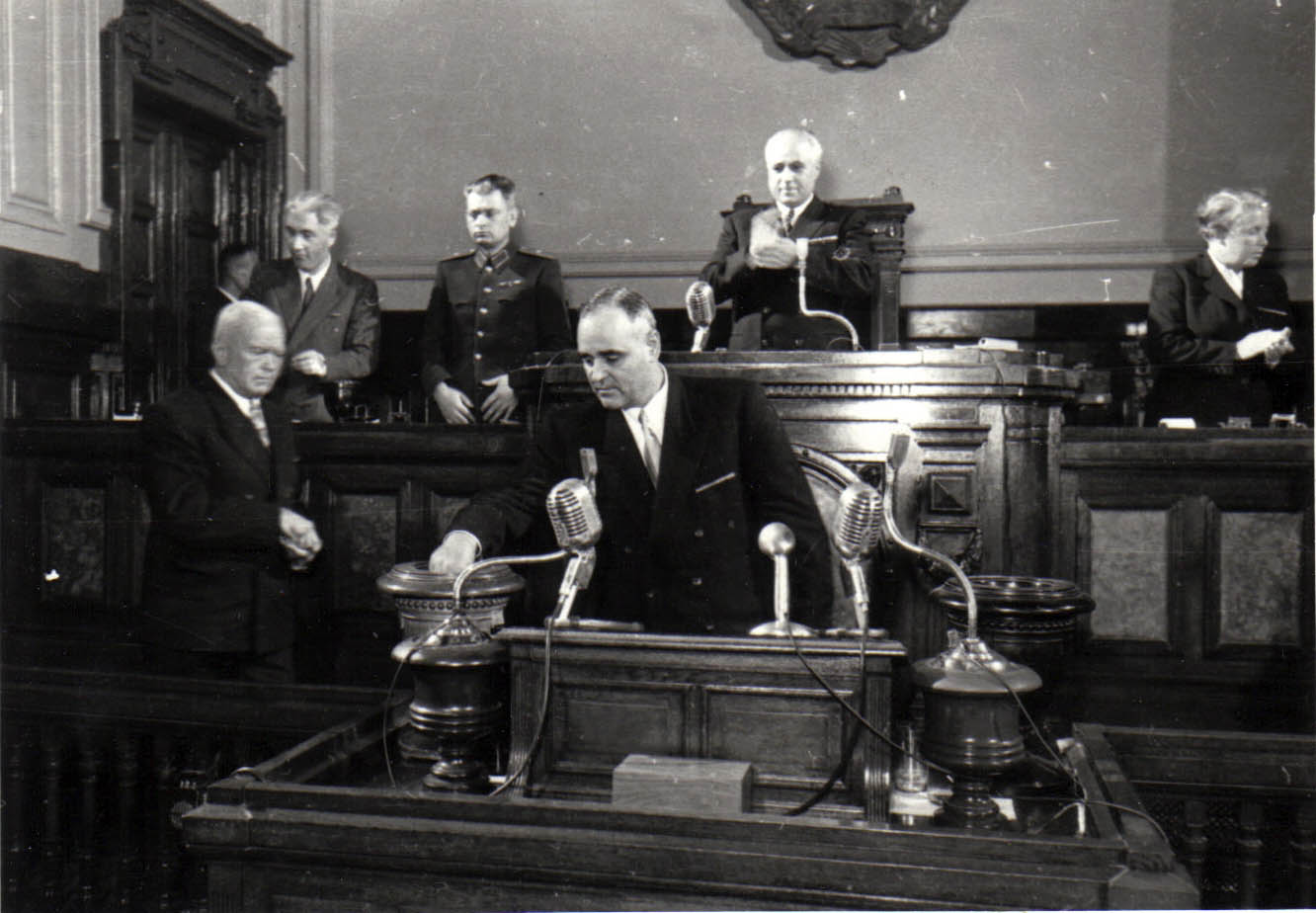
Первый секретарь Трудовой партии и премьер-министр Георге Георгиу-Деж и глава государства Петру Гроза отдают свои голоса за принятие конституции.

Конституция Румынии 1952 года (рум. Constituția din 1952) также «конституция построения социализма» - Конституция Социалистической Республики Румынии. Выражала консолидацию коммунистической власти, обладая большим идеологическим содержанием, чем ее предшественница 1948 года. Проект был написан комиссией, избранной Великим национальным собранием 27 марта 1952 года, и опубликован 18 июля. Он был принят Великим национальным собранием 324 сентября 24 сентября, когда вступил в силу, и опубликован три дня спустя. 

## Содержание
Документ содержал вводную главу и еще десять глав, содержащих 105 статей. Румыния была провозглашена «государством рабочих и крестьян», которое «родилось в результате исторической победы Советского Союза над германским фашизмом и освобождения Румынии славной Красной Армией, освобождения, которое укрепило трудящиеся, прежде всего рабочий класс, руководимый Коммунистической партией». снести фашистскую диктатуру, уничтожить власть эксплуататорских классов и построить государство народной демократии, которое полностью соответствует интересам и чаяниям народных масс Румынии». Документ предусматривал, что независимость и суверенитет государства должны быть «защищены» «дружбой и союзом с великим Советским Союзом». Внутренняя политика государства была ориентирована на «ликвидацию эксплуатации человека человеком и строительство социализма» путём укрепления и расширения социалистического сектора экономики и осуществления «вследствие этого политики ограничения и ликвидации капиталистических элементов». В функции румынского государства входило подавление «отстраненных от власти классов» и защита от внешней агрессии. Согласно четким положениям, государство должно было играть доминирующую роль не только в экономике, но и в таких областях, как образование и культура.
Что касается политических институтов, то по сравнению с предыдущей конституцией не произошло никаких изменений, Великое национальное собрание продолжало оставаться высшим органом государственной власти, в то время как местные органы управления теперь были известны как «народные собрания» (sfaturi populare). Румынская рабочая партия была провозглашена «руководящей силой как трудящихся, так и государственных органов и учреждений», собрав в то же время «все организации трудящихся». Как и предшественница, конституция закрепила основные права и свободы граждан. На практике эти свободы не соблюдались. Например, конституционная гарантия свободы ассоциаций была фактически сведена на нет положением, запрещающим объединения «фашистского или антидемократического характера», что в широком смысле запрещало почти все объединения, выступавшие против коммунистического правления.
В последующие годы Конституция 1952 года 11 раз изменялась, но 21 августа 1965 года вступила в силу Конституция Румынии 1965 года.